# Afrochthonius brincki
Espèce
Afrochthonius brincki est une espèce de pseudoscorpions de la famille des Pseudotyrannochthoniidae.

## Distribution
Cette espèce se rencontre en Afrique du Sud et au Lesotho.

## Étymologie
Cette espèce est nommée en l'honneur de Per Brinck.

## Publication originale
- Beier, 1955 : Pseudoscorpionidea. South African animal life. Results of the Lund Expedition in 1950-1951, Almquist and Wiksell, Stockholm, vol. 1, p. 263-328.